# Carmen Rico Godoy
Pour les articles homonymes, voir Godoy.
Carmen Rico Godoy, née à Paris le 30 août 1939 et décédée à Madrid, le 12 septembre 2001, est une journaliste et auteur espagnole. Elle était aussi une féministe très active en Espagne.

## Biographie
Fille de la journaliste Josefina Carabias, née à Paris du fait de l'exil de sa mère pendant la Guerre civile espagnole. Son père, socialiste et républicain est resté en prison sous le régime franquiste jusqu'en 1944, année durant laquelle toute sa famille s'est réunie à Madrid. Presque aussitôt après, ils s'exilent aux États-Unis. Elle ira ensuite étudier les sciences politiques à l'Université de Georgetown et obtient son diplôme en 1958.
Dans le début des années 1960, elle s'installe à Paris et commence à publier plusieurs articles dans différents journaux. Après être passée par l'Argentine, elle ira habiter en Espagne en 1971. Son rôle en tant que journaliste est plutôt centré sur le nouvel hebdomadaire à succès de gauche, Cambio 16, dont elle fut cofondatrice. Elle publie aussi dans d'autres magazines, des scénarios pour le cinéma et dans l'édition dominicale du journal espagnol El País.
Son dernier roman, Fin de Fiesta (La fête est finie), qui parlait du vieillissement, était un adieu à ses lecteurs.

## Œuvres

### Romans
- Cómo ser mujer y no morir en el intento (1990)
- Cómo ser infeliz y disfrutarlo (1991)
- La costilla asada de Adán (1996)
- Cortados, solos y con (mala) leche (1999)
- Dulce hogar (1999)
- Fin de Fiesta (2001)
- Tirar a matar (2001, inachevé)

### Essais
- La neurona iconoclasta.
- Bajo el ficus de La Moncloa.
- Tres mujeres.

### Scénarios pour le cinéma
- (1988) Miss Caribe, de Fernando Colomo
- (1991) Cómo ser mujer y no morir en el intento (Adapté de son roman éponyme), de Ana Belén
- (1994) Cómo ser infeliz y disfrutarlo (Adapté de son roman éponyme), de Enrique Urbizu.
- (2000) El paraíso ya no es lo que era, de Francisco Betriú

## Prix
- 1997 - Prix Francisco Cerecedo de l'Association des journalistes européens